# Eduardo Schwank
Eduardo Schwank (Rosario, 23 aprile 1986) è un allenatore di tennis ed ex tennista argentino.

## Carriera
Discendente da immigrati della Svizzera tedesca, il suo allenatore era Javier Nalbandian, fratello di David Nalbandian. Nel 2010 ha fatto parte della squadra argentina di Coppa Davis arrivata sorprendentemente in semifinale dopo aver eliminato Svezia e Russia rispettivamente a Stoccolma e a Mosca.

## Statistiche

### Singolare

#### Vittorie (0)
| Legenda tornei minori |
| Challengers (7)       |
| Futures (9)           |

| N.  | Data              | Torneo                                      | Superficie  | Avversario in finale  | Punteggio   |
| 1.  | 27 marzo 2006     | Argentina F3, Buenos Aires                  | Terra rossa | Cristian Villagrán    | 4-6 6-3 6-4 |
| 2.  | 24 aprile 2006    | Argentina F4, Buenos Aires                  | Terra rossa | Leandro Migani        | 6-3 7-6     |
| 3.  | 7 agosto 2006     | Argentina F11, Córdoba                      | Terra rossa | Leandro Migani        | 5-7 6-0 6-0 |
| 4.  | 14 agosto 2006    | Argentina F12, Mendoza                      | Terra rossa | Andrés Molteni        | 6-4 6-1     |
| 5.  | 11 settembre 2006 | Bolivia F1, La Paz                          | Terra rossa | Guillermo Carry       | 6-3 6-1     |
| 6.  | 18 settembre 2006 | Bolivia F2, Cochabamba                      | Terra rossa | Martín Alund          | 7-6 6-7 7-6 |
| 7.  | 23 aprile 2007    | Argentina F1, Santa Fe                      | Terra rossa | Juan-Martín Aranguren | 6-3 6-2     |
| 8.  | 30 aprile 2007    | Argentina F2, Buenos Aires                  | Terra rossa | Juan-Martín Aranguren | 6-4 6-4     |
| 9.  | 7 maggio 2007     | Argentina F3, Tucuman                       | Terra rossa | Juan Pablo Amado      | 6-1 6-4     |
| 10. | 1º ottobre 2007   | Open Medellin, Medellín                     | Terra rossa | Chris Guccione        | 7-5 5-7 7-5 |
| 11. | 21 aprile 2008    | Cremona Challenger, Cremona                 | Cemento     | Björn Phau            | 6-3 6-4     |
| 12. | 28 aprile 2008    | Roma Open, Roma                             | Terra rossa | Éric Prodon           | 6-3 6-7 7-6 |
| 13. | 12 maggio 2008    | Tournoi International de Bordeaux, Bordeaux | Terra rossa | Igor' Kunicyn         | 6-2 6-2     |
| 14. | 25 ottobre 2009   | Santiago Challenger, Santiago               | Terra rossa | Nicolás Massú         | 6-2 6-2     |
| 15. | 22 novembre 2009  | Lima Challenger, Lima                       | Terra rossa | Jorge Aguilar         | 7-5 6-4     |
| 15. | 31 gennaio 2010   | Open Bucaramanga, Bucaramanga               | Terra rossa | Juan Pablo Brzezicki  | 6-4 6-2     |

### Doppio

#### Vittorie (1)
| N. | Data           | Torneo                    | Superficie  | Compagno       | Avversari in finale                | Punteggio     |
| 1. | 18 luglio 2010 | Stuttgart Open, Stoccarda | Terra rossa | Carlos Berlocq | Christopher Kas Philipp Petzschner | 7–6(5) 7–6(6) |